# 九州鉄道300形電車
九州鉄道300形電車（きゅうしゅうてつどう300がたでんしゃ）は、西日本鉄道（西鉄）の前身事業者である九州鉄道が、1939年（昭和14年）に新製した電車である。

## 概要
九州鉄道線（現・西鉄天神大牟田線）の大牟田までの全線開通に際して、1939年（昭和14年）7月に制御電動車モ300形301・302、および制御車ク350形351・352の計4両が汽車製造東京支店において新製された。
モ300形・ク350形とも半流形の両側妻面に運転台を設けた両運転台構造で、また両形式は急行列車へ充当する目的で新製されたことから、車内をクロスシート仕様としたことが特徴である。
また、モ300形が搭載する主電動機は比較的小出力であり、モ300形-ク350形で2両編成を組成した際の牽引力および粘着力を確保する目的から、モ300形の車体長を18m級・ク350形の車体長を16m級とそれぞれ違えることによって、モ300形の重量すなわち各車軸にかかる軸重を大きく取る工夫がなされている。この設計は日中閑散時にはモ300形のみの単行運転を行い、多客時のみク350形を増結して2両編成で運用する目的で、増結用車両として位置付けられたク350形の車体を小型化し製造コストを抑制する意味合いも込められていた。
戦時統合による西日本鉄道成立を経て、戦後間もなく3扉ロングシート構造の運輸省規格型車両が新製されたが、同グループはモ300形・ク350形として本形式の続番（モ303・ク353以降）を付番された。書類上は同一形式として扱われるが、趣味誌上などにおいては、戦後製の車両を303形・308形、九州鉄道当時に新製された本形式を301形としてそれぞれ区分する例が存在する。
301形グループは後年に施工された車内のロングシート仕様化・片運転台構造化など各種改造を経て、旅客用車両としては1979年（昭和54年）まで在籍し、電動貨車へ改造されたモ301については2003年（平成15年）まで在籍した。

## 車体
構体主要部分を普通鋼とした半鋼製両運転台構造の構体を備える。前述の通り、モ300形は車体長18,000 mm、ク350形は同16,000 mmと、モ300形の車体長はク350形と比較して2,000 mm長く設計されている。運転台構造は片隅式で進行方向左側に設け、乗務員扉は運転台に面した側の側面にのみ設置した。
側面には片開式の客用扉と高さ900 mm・幅700 mmの下段上昇式の側窓および戸袋窓を配し、側面窓配置はモ300形がd2D12D3（d：乗務員扉、D:客用扉、各数値は側窓の枚数を示す）・ク350形がd1D12D2である。ク350形は2,000 mm全長が短い分、モ300形と比較して客用扉外側の車端部寄りの側窓の枚数が1枚少ないほか、客用扉幅をモ300形の1,050 mmに対して950 mmに、客用扉両脇の吹き寄せ部柱太さをモ300形の325 mmに対して257.5 mmにそれぞれ縮小することによって、車体長の差異を調整している。
前後妻面は緩い円弧を描く丸妻形状で、中央部に600 mm幅の貫通扉を配した貫通構造とし、貫通扉の左右に700 mm幅の前面窓を配した。前照灯は取り付け式の白熱灯を前面屋根部へ1灯、後部標識灯は前面幕板部へ左右1灯ずつ計2灯、それぞれ設置した。
車内は前述の通りクロスシート仕様とし、客用扉間の中央寄り、側窓8枚分に該当するスペースに8脚のボックスシートを設けた。その他の部分は通常のロングシート仕様とした。車内壁部は木造ニス塗り仕上げで、車内照明は白熱灯仕様、車内暖房機を併設した。扉には当初からドアエンジンを設けた自動ドア仕様であった。

## 主要機器
制御装置は本形式に先行して新製された20形電車（後の西鉄200形）において採用された油圧カム軸式自動加速制御器を引き続き採用、東京芝浦電気（現・東芝）PB-4を搭載する。
主電動機は東京芝浦電気製の直流直巻電動機を1両あたり4基搭載する。端子電圧750 V時の一時間定格出力は86 kWで、優等列車運用を主とする本形式の用途を考慮して歯車比を2.41 (53:22) に設定、定格速度を67.5 km/hと高く設定した。駆動方式は当時一般的であった吊り掛け式である。
台車はボールドウィン・ロコモティブ・ワークス (BWL) 社が開発したボールドウィンA形台車を原設計として汽車製造製において模倣製造した形鋼組立式釣り合い梁台車を装着する。
制動装置はゼネラル・エレクトリック (GE) 社の設計によるJ三動弁を搭載するAVR自動空気ブレーキを採用する。
その他、前後妻面に装着される連結器は九州鉄道における標準仕様であるトムリンソン式密着連結器を採用する。

## 運用
本形式は全線開業後の九州鉄道線において、福岡 - 大牟田間の所要時分75分で走破する急行電車へ主に充当された。なお、前述の通り設計段階においては閑散時にはモ300形のみの単行運転も計画されていたが、実際には常時モ300形-ク350形の2両編成を組成し、単行運転を行う機会はほぼ皆無であった。
太平洋戦争終戦後には進駐軍専用車にも充当されたが、戦後の新型車の増備に伴って本形式を303形・308形同様に普通列車運用へ転用することとなり、1955年（昭和30年）に車内のロングシート仕様化のほか、定格引張力および起動加速力向上を目的として歯車比を2.95 (56:19) へ変更、定格速度は54.5 km/hとなった。また、モ300形の福岡寄り・ク350形の大牟田寄りの運転台をそれぞれ撤去して客室化した。その他、制動装置を日本エヤーブレーキ製のA動作弁を使用したAMA (ACA) 自動空気ブレーキへ改造し、303形・308形との併結運転が可能となった。
また時期は不明ながら、通過標識灯の新設および後部標識灯の埋込形状化が実施され、さらに従来モ300形が搭載した電動発電機 (MG) ・電動空気圧縮機 (CP) といった補機をク350形へ移設し、以降名実ともに2両固定編成となった。
1966年（昭和41年）には車内壁部の金属化・車内扇風機の新設・照明の蛍光灯化（40W蛍光灯を1両あたり12本装備）・前面貫通扉窓下への行先表示幕新設など近代化工事が実施され、さらに自動列車停止装置 (ATS) の整備に際して運転台構造を全室化し、運転台とは逆側の側面にも乗務員扉を増設した。
後年の5000形電車の増備に伴って大牟田線に在籍する旧型車の代替が進行すると本形式もその対象となり、モ302-ク352が1976年（昭和51年）10月1日付で廃車となった。残るモ301-ク351も1977年（昭和52年）に運用を離脱、長期間休車となったのち、ク351は1979年（昭和54年）3月16日付で廃車となり、モ301については電動貨車モワ800形811へ改造・編入された。
モワ811は1995年（平成7年）7月24日付で車種を電動貨車から特殊車（救援車）へ変更してモエ800形811と形式称号を改めたのち、2003年（平成15年）に除籍された。モエ811の廃車をもって、九州鉄道300形を出自とする車両は全廃となった。